# Miljökompensation
Miljökompensation innebär är att den som förstör miljövärden ska gottgöra detta genom att skapa nya värden.

## Bakgrund
Miljökompensation har sedan 1970-talet används i USA och Tyskland, och finns idag världen över såväl som i en rad EU-direktiv, som MKB-direktivet, Miljöansvarsdirektivet och Habitat-direktivet. I Sverige finns kompensation inskriven i miljöbalken och kan krävas i samband med: (1) intrång i skyddade naturområde; (2) i samband med dispenser och tillstånd som ges för exempelvis deponier, fiskodlingar och vägbyggen; och (3) vid olyckor från kemikalie- och oljeutsläpp. Sen finns också frivillig kompensation för att gottgöra för klimatpåverkan, så kallad klimatkompensation, och en del städer i Sverige har också utvecklat system för kompensation i samband med att man bygger bostäder. Det senare kan vara att intrång i ett grönområde gottgörs genom att man rustar upp ett befintligt rekreationsområde.
En viktig principiell miljörättslig fråga i Sverige är att miljökompensation inte får påverka om ett tillstånd eller dispens ska ges. Kompensation är att betrakta som ett ”plåster på såren” snarare än något som får ligga i en vågskål och påverka ett rättsligt beslut. Om exempelvis ekonomiskt riksintresse ska vägas mot intrång i riksintresse för naturvård så får inte kompensationsåtgärder räknas in.

### En definition av miljökompensation
Tanken med miljökompensation är att den som förstör miljövärden ska gottgöra detta genom att skapa nya värden. Grunden är att det finns en vetskap om vad som förstörts och hur denna ska gottgöras. Det räcker inte med att bara skapa ett naturvärde genom till exempel att plantera träd eller anlägga en våtmark i största allmänhet. I en miljökompensation måste det alltid finnas en koppling mellan vad som förstörs och vad som skapas. Däremot finns det inga universella krav på hur skadan gottgörs, utan det beror på specifik lagstiftning om man gottgör med nya natur-, sociala eller monetära värde. Om exempelvis en skog skadas i Brasilien på grund av ett vägbygge får exploatören betala pengar till en naturvårdsfond, medan detta i andra länder skulle vara helt otänkbart. Vidare finns det heller inga generella krav på omfattningen av kompensationsåtgärderna. Internationellt är det dock vanligast att man gottgör med liknande värden som förstörts och att detta görs i lika eller en större omfattning. Det senare brukar ofta motiveras med att det är svårt att skapa nya naturvärden och att det kan ta låg tid.

### Ekologisk kompensation och klimatkompensation
Ekologisk kompensation är ett begrepp som introducerades i Sverige i samband med två konferenser om kompensation som hölls under 2011, och är numera ett vedertaget begrepp i till exempel en statlig utredning. Ekologisk kompensation innebär gottgörelse av "skada på naturmiljö som utgör allmänna intressen, såsom arter, naturtyper, ekosystemfunktioner och upplevelsevärden". Andra former av kompensation är klimatkompensation som antingen är inriktad mot att investera i energibesparing och förnybar energiproduktion, eller att skapa kolsänkor genom till exempel trädplantering.

### Balanseringsprincipen
I Sverige precis som internationellt ska man alltid först ha försökt att undvika skador på miljön och om inte det lyckats så i alla fall mildra eller lindra skadorna. Först därefter, som ett sista steg, görs en kompensationsåtgärd. Denna sekvens av steg benämns på engelska som the mitigation sequence  och på svenska balanseringsprincipen. Enligt denna princip skulle exempelvis klimatkompensation beskrivas lite snävare. Då skulle nämligen energibesparing betraktas som att undvika skada (principens första steg), och att investera i ny teknik att lindra skadan (principens andra steg), medan trädplantering och andra kolsänkor skulle definieras som kompensation.
Det ska läggas till att det ofta sker en sammanblandning av stegen som att en mildrande åtgärd, exempelvis ekodukt eller faunapassage för minkar eller grodor, benämns som kompensation då det är en mildrande åtgärd.

### Mekanismer
Ytterligare ett centralt begrepp inom kompensation är mekanismer. En allt vanligare mekanism är ekokonto - på engelska habitat eller compensation banking. Ett ekokonto består av redan skapad natur (så kallade krediter), varefter en exploatör sedan kan köpa dessa krediter i stället för att själv planera, genomföra och sköta kompensationsåtgärderna. Fördelar är att exploatören slipper att själv ansvara för att genomföra naturvårdsprojekt och dessutom att hitta en plats för att utföra åtgärderna vilket ofta är ett stort problem. Andra fördelar är att miljövärdena redan är skapade innan skada sker; att man kan poola åtgärder och på så sätt få ett mer sammanhängande naturområde; att det är lättare att övervaka och sköta; och att naturvärdena ofta gynnas av att länkas tillsammans. Till nackdelarna är att naturen blir en vara som kan köpas och säljas, och att kompensationsåtgärder i regel inte sker nära den plats där skadan skett.

### Strategier
Inom miljökompensation används tre olika strategier som utgår ifrån hur åtgärder utformas. Den första strategin fokuserar på objekt, det vill säga att ett träd ersätts med nya träd, eller en damm med en annan damm (jämför med det engelska uttrycket like-for-like). Den andra kallas för Plats- och typorienterad kompensation. Denna är också inriktad på funktioner och värden hos den skadade miljön, men här framhävs framförallt platsen och typ av funktioner (eller naturvärden). Här prioriteras alltså närhet (on-site) och att de nya värdena är av samma typ som de som skadats (in-kind). Den sista strategin är Miljömålsorienterad kompensation som fokuserar på lokala-, regionala- och nationella miljömål, eller helt enkelt att man väljer de kompensationsåtgärder som skulle ge det bästa tillskottet av nya miljövärden.

### Vanliga åtgärder
Vanliga sätt som kompensationsåtgärder utförs är genom att :
- skapa nya värden, till exempel genom trädplanering eller ett nytt rekreationsområde,
- göra en restaurering, till exempel av en sjö eller våtmark,
- en förbättring, till exempel röja ett skogsområde eller rensa en å,
- skydda ett område, till exempel genom att juridisk definiera det som ett Natura 2000-område.

### Fotnoter
1. 1 2 3 4  Persson, J. (2011). Att förstå miljökompensation. Melica media, Göteborg. 208 s.
2. ↑  Darbi, m., H. Ohlenburg, et al. (2009). International approaches to Compensation for Impacts on Biodiversity: Final Report. Dresden, Berlin, Leibniz Institute, Berlin University of Technology.
3. ↑  Hägglund, T. (2012). Tillämpningen av miljöbalkens 16 kap 9§: En studie av handläggares erfarenheter av och attityder till kompensation för intrång I allmänna intressen. Examensarbete i miljö- och hälsoskydd, 5 februari 2012. Umeå Universitet.
4. 1 2  SOU (2017). Ekologisk kompensation - Åtgärder för att motverka nettoförluster av biologisk mångfald och ekosystemtjänster, samtidigt som behovet av markexploatering tillgodoses. SOU 2017: 34. Statens Offentliga Utredningar, Stockholm..
5. 1 2 3  National Research Council (2001). Compensating for wetland losses under the Clean Water Act. Washington, D.C., National Academy Press.
6. ↑  Wende, W., A. Herberg, et al. (2005). “Mitigation banking and compensation pools: improving the effectiveness of impact mitigation regulation in project planning procedures.” Impact Assessment and Project Appraisal 23 (2): 101–111.
7. ↑  Stein, E. D., F. Tabatabai, et al. (2000). “Wetland Mitigation Banking: A Framework for Crediting and Debiting.” Environmental Management 26 (3): 233–250.
8. ↑  Cowell, R. (1997). “Stretching the limits: Environmental compensation, habitat creation and sustainable development.” Transactions of the Institute of British Geographers 22 (3): 292–306.